# Aeropuerto Gustavo Artunduaga
El Aeropuerto Nacional Gustavo Artunduaga Paredes (IATA: FLA, OACI: SKFL) es un terminal aéreo colombiano de carácter público gestionado por la Aeronáutica Civil, ubicado a 3 kilómetros al sureste de la ciudad de Florencia, Caquetá. Cuenta con dos salas de espera  que son: La sala familia Turbay Cote y la Jaime llano Toro qué es una réplica de la sala de espera del aeropuerto Matecaña de la ciudad de Pereira. Inaugurado en 1952, debe su nombre a uno de los pioneros de la aviación colombiana, el Capitán Gustavo Artunduaga Paredes. Es el aeropuerto más importante de todo el departamento del Caquetá y en él se llevan a cabo operaciones comerciales regulares de carga y pasajeros a través de las aerolíneas, Clic Air y la estatal Satena, así como vuelos militares, de policía y aviación general.

## Descripción

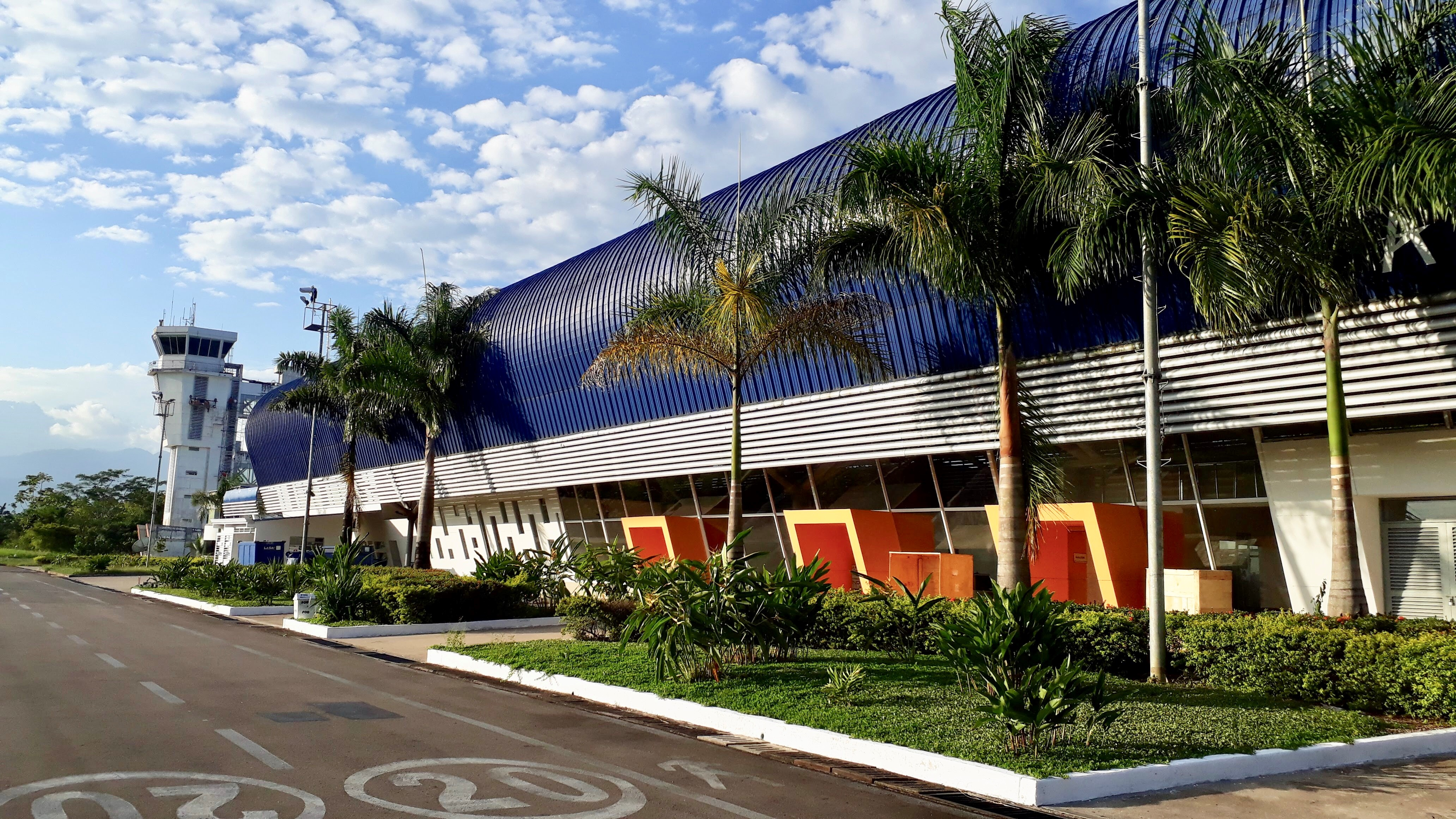
Nuevo terminal de pasajeros del aeropuerto Gustavo Artunduaga.

### Localización y acceso
El aeropuerto se encuentra localizado entre los corregimientos de San Martín y Venecia, en el sitio conocido como vereda Capitolio, sobre la vía que comunica a la ciudad de Florencia con el municipio de La Montañita. Para llegar a él se dispone del servicio de taxi desde el perímetro urbano de la ciudad, además de varias rutas de autobús que le comunican con los barrios periféricos del suroriente y el centro de Florencia. Adicionalmente, algunos hoteles disponen de servicios de transferencia aeropuerto—hotel—aeropuerto bajo demanda.

### Lado tierra
El terminal de pasajeros cuenta con toda la infraestructura necesaria para la atención al pasajero, incluyendo mostradores de facturación con capacidad para albergar diversas aerolíneas, nueve locales comerciales, dos restaurantes, dos sala de embarque con capacidad para 228 pasajeros, sala de desembarque con su respectiva banda de equipaje, seis baterías de baños, escáner de rayos X, detectores de metales, aire acondicionado, altavoces, bodega de carga, capilla, facilidades para oficinas administrativas y para los cuerpos de seguridad, servicios de sanidad con ambulancia permanente y estacionamientos de automóviles.

### Lado aire
El aeropuerto cuenta con una pista de aterrizaje en asfalto de 1500 metros —4921 pies— de longitud con dirección 12/30, una plataforma de 3000 m² con seis posiciones de parqueo para aviación general, cuatro posiciones para aviación comercial de pasajeros y cuatro posiciones para helicópteros, así como tres calles de rodaje —alfa, bravo y charlie— que comunican a la plataforma con la sección sur de la pista. La torre de control tiene 27 metros de altura, distribuidos en nueve niveles. También está equipado con un cuartel de bomberos de tres niveles provisto de dos máquinas para la atención de emergencias. Además, cuenta con infraestructura para abastecimiento de combustible Jet A-1 y para atender aeronavegación nocturna hasta las 20:00 (UTC-5).

## Historia

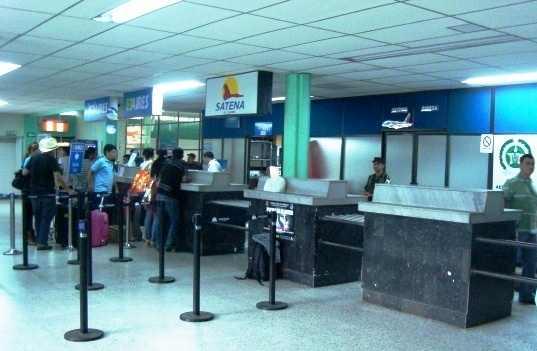
Zona de facturación del antiguo terminal de pasajeros.

Los vuelos al Caquetá y a Florencia iniciaron en la década de 1930 en hidroaviones pilotados por el capitán Camilo Daza, durante la guerra colombo-peruana de 1932. En ese entonces, las aeronaves aterrizaban en una recta del río Orteguaza ubicada en la finca «El Tambor» de Florencia. Por los mismos años, Manuel Cadavid, comisario especial del Caquetá, ordenó la construcción de una improvisada pista en la finca «Corinto» ubicada en la vereda Capitolio del municipio de Florencia, con el ánimo de permitir el aterrizaje de un avión comandado por el teniente Enrique Santamaría Mancini, quien llevaba como pasajera a la señora Leonor de Cadavid, esposa del comisario. El 5 de abril de 1932 el Concejo Municipal de Florencia aprobó rendir un homenaje al teniente Santamaría por haber sido el primer aviador comercial en ingresar al territorio.
La construcción de un campo formal de aterrizaje en Florencia inició casi veinte años después, cuando fue ordenada por la Resolución 153 de 1950 expedida por la Intendencia del Caquetá. Luego de casi dos años de trabajo y de contar con la asistencia técnica de la Aerocivil y de Avianca, el aeropuerto fue inaugurado en 1952 por parte del alcalde de Florencia Gustavo Hernández Riberos, bautizándolo originalmente con el nombre de Aeródromo Luis Ignacio Andrade.
Posteriormente fue renombrado a Aeropuerto Capitolio, por ser este el nombre del lugar donde fue emplazado. En los años 1990, el nombre del aeropuerto nuevamente cambió al actual, como homenaje al Capitán Gustavo Artunduaga Paredes, pionero de la aviación que en sus años de retiro se dedicó a explorar rutas aéreas por el departamento del Caquetá, y por su labor en el proceso de colonización dirigida en esta región de Colombia impulsada por el extinto INCORA.

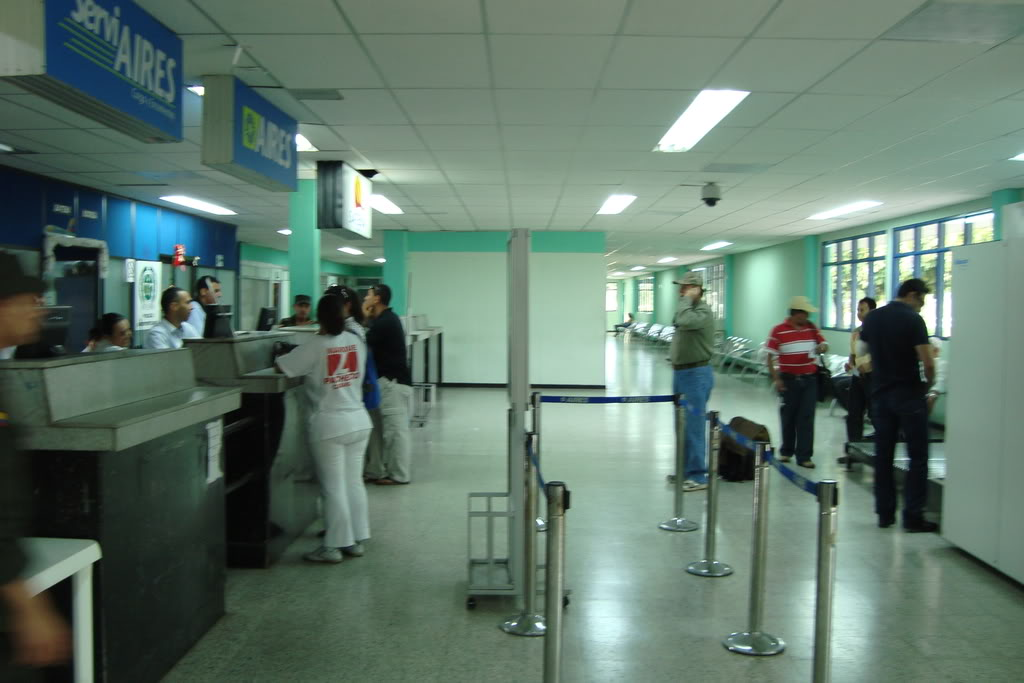
Antigua zona de facturación y preembarque.

La pista del aeropuerto fue pavimentada en su totalidad y ampliada hasta obtener su longitud actual de 1500 metros durante el gobierno del presidente Alfonso López Michelsen, a principios de los años 1970. En 2006 fue puesto en funcionamiento el sistema de iluminación de la pista, lo cual permitió el inicio de operaciones nocturnas regulares.
Por otro lado, en febrero de 2008 el Aeropuerto Gustavo Artunduaga fue designado como una de las 13 bases estratégicas para operar el Servicio de Transporte Aéreo Medicalizado, quedando habilitado para recibir y despachar aeronaves dotadas con unidades de cuidados intensivos. La concesión fue entregada por el Estado Colombiano a la empresa Servicios Aéreos Panamericanos Ltda —Sarpa—, en quien recae la responsabilidad de ofrecer vuelos de urgencias, brigadas de salud, atención de accidentes de tránsito y atención de desastres en la jurisdicción.

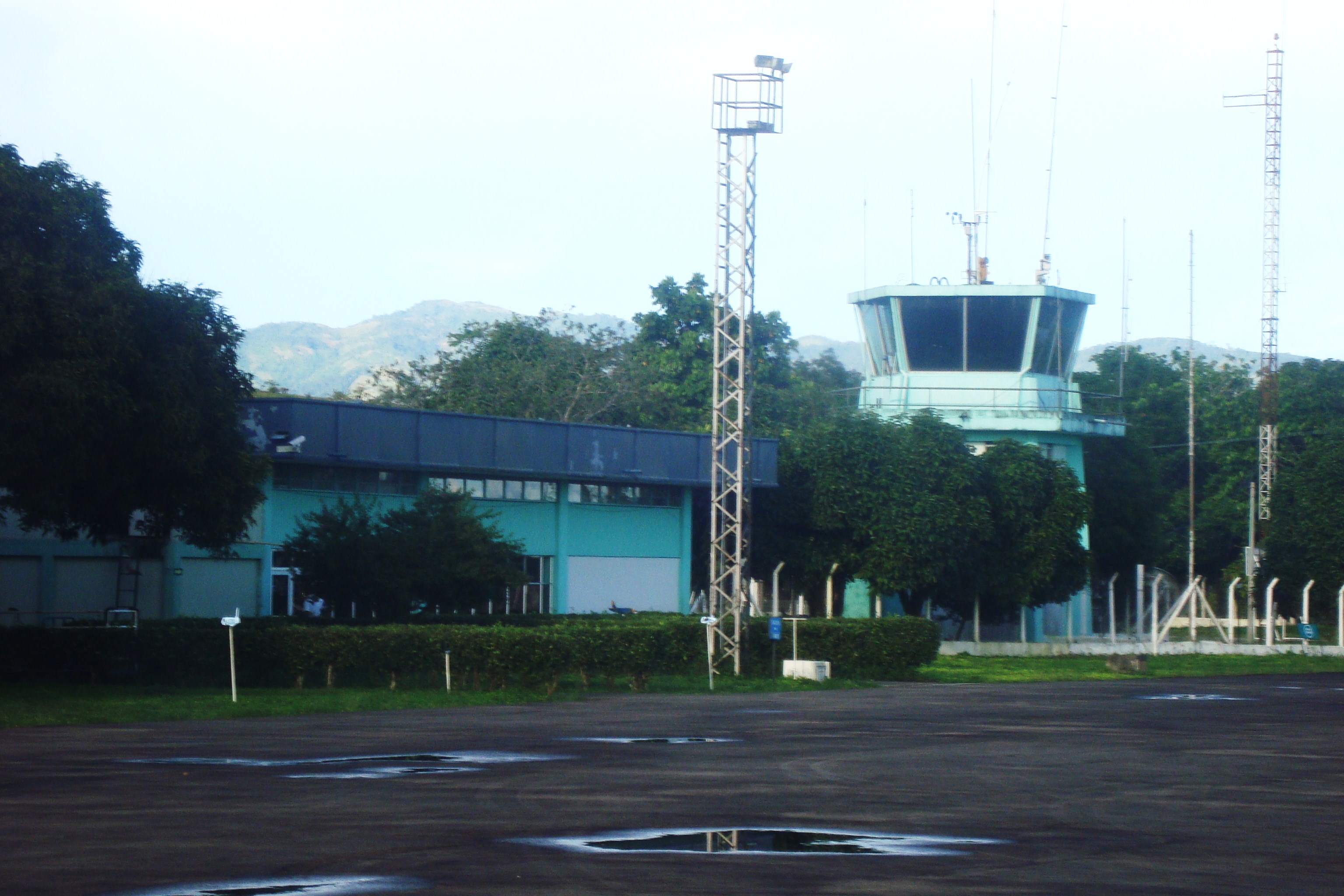
Antiguo terminal de pasajeros y torre de control.

Durante el primer trimestre de 2011, la aerolínea Satena anunció la ruta Cali—Florencia—Cali, prevista para iniciar el 1 de abril. Sin embargo, el itinerario fue en principio aplazado y posteriormente cancelado de manera definitiva antes de iniciar operaciones, debido a la poca acogida que entre el público tuvo esta ruta. Por el contrario, la aerolínea decidió incrementar la frecuencia de sus operaciones en la ruta Bogotá—Florencia—Bogotá, de siete a diez vuelos semanales. Posteriormente, la aerolínea Aires —hoy LAN Colombia— cesó sus operaciones en el aeropuerto Gustavo Artunduaga desde el 16 de julio de 2011, realizadas mediante aeronaves tipo Bombardier Dash 8-200. Como consecuencia, Satena incrementó nuevamente sus frecuencias en la ruta Bogotá—Florencia—Bogotá de diez a doce vuelos semanales y Avianca solicitó autorización a la Aerocivil para retomar la misma ruta inicialmente con 7 frecuencias a la semana, la que empezó a operar a partir del 23 de enero de 2012. Por su parte, la aerolínea EasyFly también solicitó al Grupo Evaluador de Proyectos Aerocomerciales de la Aerocivil, en su reunión del 24 de septiembre de 2012, autorización para operar la ruta desde la capital de la República en siete frecuencias semanales. Entre tanto, el 18 de noviembre de 2014 Satena inició operaciones regulares desde Florencia hacia los aeropuertos de San Vicente del Caguán, Puerto Asís, Puerto Leguízamo, Araracuara, La Chorrera y Leticia, servicio prestado en uno de los Harbin Y-12 recibidos por la aerolínea como donación del gobierno chino.
En junio de 2018, ante la afectación por derrumbes en la carretera Florencia-Suaza, la aerolínea EasyFly fue autorizada por la Aeronáutica Civil para cubrir de manera temporal la ruta entre Florencia y Bogotá utilizando equipos ATR42-500 y ATR42-600, según lo establecido en la resolución 4582 del 2013 que le permite a las aerolíneas efectuar vuelos en zonas afectadas.

### Operaciones de paz

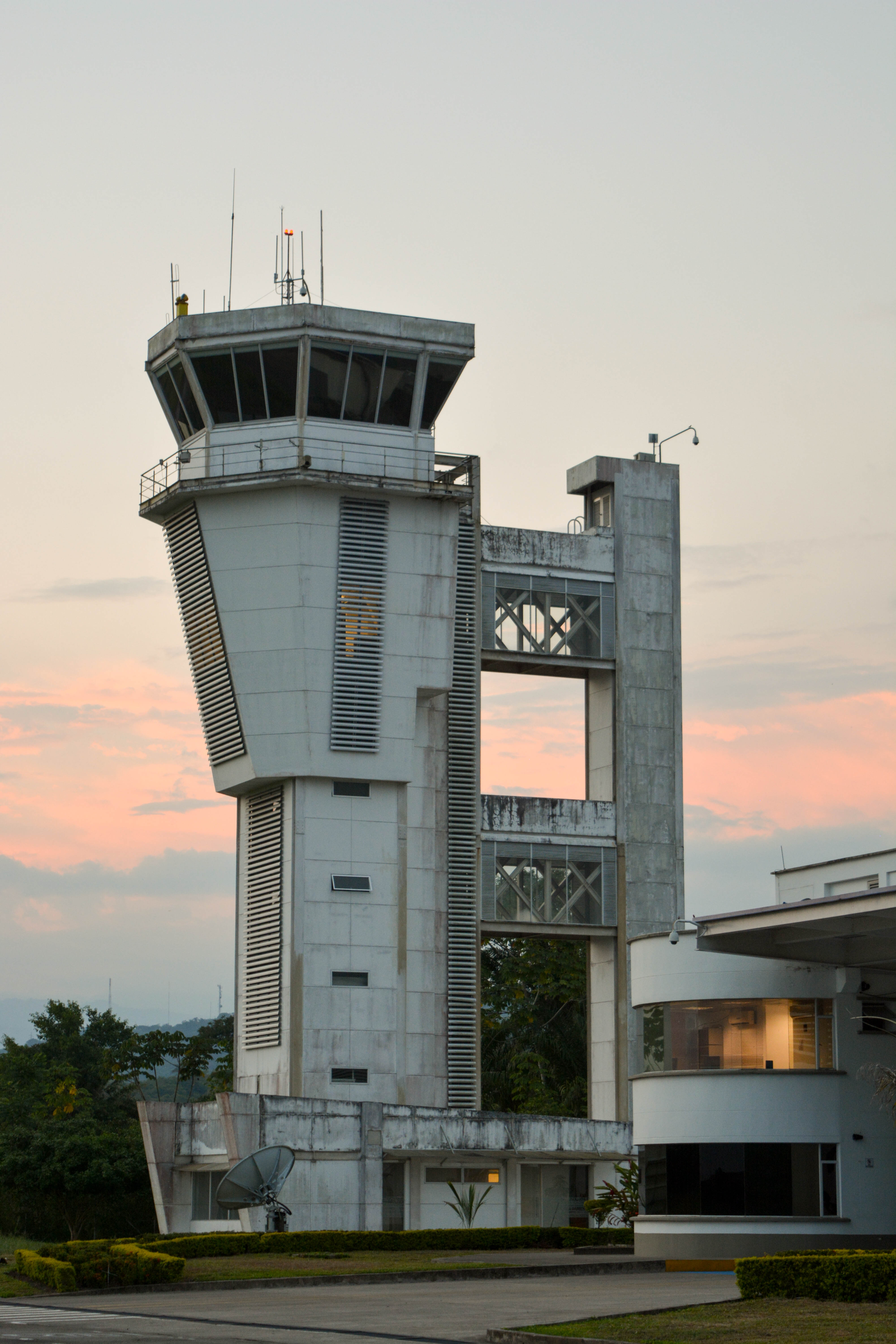
Torre de control actual del aeropuerto Gustavo Artunduaga Paredes.

El aeropuerto Gustavo Artunduaga Paredes fue visible a la opinión pública el 23 de febrero de 2002, cuando en ese entonces la candidata presidencial Íngrid Betancourt fue secuestrada mientras se disponía a viajar por vía terrestre desde Florencia hacia el municipio de San Vicente del Caguán, epicentro de la antigua zona de distensión donde se llevaron a cabo los fallidos diálogos de paz entre las FARC y el gobierno del Presidente Andrés Pastrana.
En contraste, en enero de 2009 el aeropuerto de Florencia sirvió como una de las bases de operaciones y para el aprovisionamiento de combustible a los helicópteros Cougar del Ejército Brasileño utilizados por la comisión humanitaria que se encargaría de recibir a seis uniformados secuestrados por las FARC, que este grupo guerrillero liberaría de manera unilateral. Asimismo, en marzo de 2010 fue liberado el sargento Pablo Emilio Moncayo en una operación coordinada desde el aeropuerto de Florencia. Nuevamente en febrero de 2011 y junto con los aeropuertos de Villavicencio e Ibagué, el aeropuerto Gustavo Artunduaga sirvió como escenario para el regreso a la libertad de cinco secuestrados por las FARC.

### Inversiones en infraestructura
Entre 2006 y 2008 el aeropuerto fue objeto de inversiones por alrededor de 22 000 millones de pesos por parte del Gobierno de Colombia a través de la Aeronáutica Civil, entre las que se destacan la iluminación de la pista para permitir las operaciones nocturnas, el mejoramiento del terminal de pasajeros, la instalación del circuito cerrado de televigilancia y la adecuación de las salas de embarque y recibo de equipaje.
En abril de 2009, se anunció el estudio de la construcción del terminal de carga para el Aeropuerto Gustavo Artunduaga, que hace parte de un paquete de inversiones por 13 000 millones de pesos adicionales ejecutados entre 2009 y 2010 en los aeropuertos de Florencia y San Vicente del Caguán. Durante el mismo mes, la aerolínea Avianca anunció la apertura oficial de su oficina en Florencia.
Adicionalmente, la Aerocivil asignó cerca de tres mil millones de pesos —uno y medio millones de dólares— para una licitación cuyo propósito fue la adecuación de la pista del aeropuerto de Florencia, lo cual incluyó obras como el fresado de 3 centímetros de la estructura de pavimento existente, colocación de una capa de nivelación en mezcla densa en caliente, instalación de una geomalla de alto módulo y colocación de una sobrecarpeta de 7 centímetros de espesor.

### Construcción de nuevo terminal de pasajeros

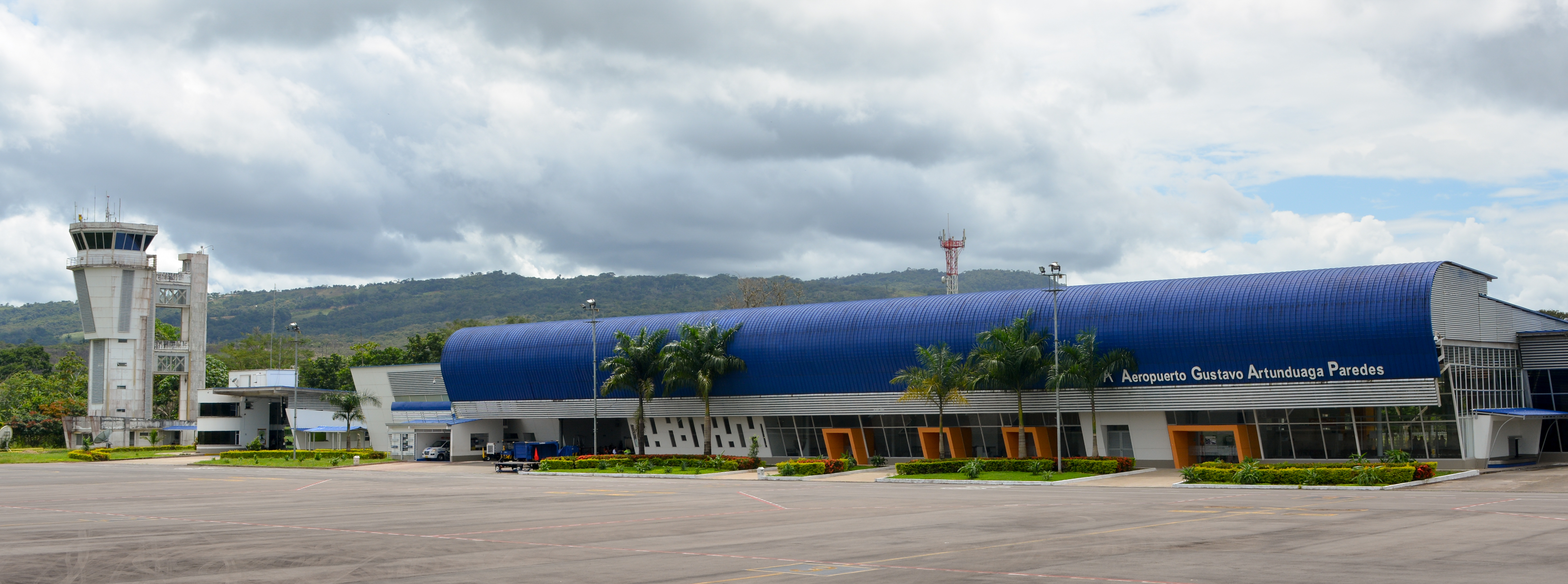
Vista actual de la plataforma, torre de control, cuartel de bomberos y edificio de pasajeros.

A finales de octubre de 2009 de dio apertura a la licitación del Gobierno de Colombia cuyo objetivo fue la construcción de un nuevo terminal de pasajeros en el Aeropuerto Gustavo Artunduaga, con un área de 2 700 metros cuadrados, una nueva torre de control de 9 pisos y un nuevo cuartel de bomberos con capacidad para dos máquinas de extinción de incendios T1000. Asimismo, los términos de la licitación incluyeron la construcción de una zona de carga con un área de 500 metros cuadrados y la construcción de la plataforma con área de 3000 m². La Aerocivil destinó una suma aproximada a los diez mil millones de pesos colombianos —alrededor de cinco millones de dólares— para realizar las obras del nuevo aeropuerto.
Durante 2010 también se renovó la estación terrestre VOR del aeropuerto y se instalaron nuevos sistemas de navegación digital, permitiendo la reducción de los mínimos meteorológicos debido a la ubicación del sistema de navegación en la cabecera de la pista. Entre tanto, para 2011 la Aeronáutica Civil asignó un presupuesto de tres mil doscientos millones de pesos para ser invertidos en las obras paisajísticas y de urbanismo, entre las que se incluyen la adecuación y mantenimiento de lotes de aparcamiento y zonas verdes.
El 16 de enero de 2012 fueron entregadas al servicio las obras de remodelación del terminal de pasajeros, torre de control, plataforma, bodegas de carga y estación de bomberos, luego de una inversión de once mil doscientos millones de pesos. Mientras tanto, continuaban ejecución los trabajos complementarios para el mejoramiento de las vías de acceso, obras de urbanismo y subestación eléctrica por tres mil seiscientos millones de pesos colombianos.

## Estadísticas

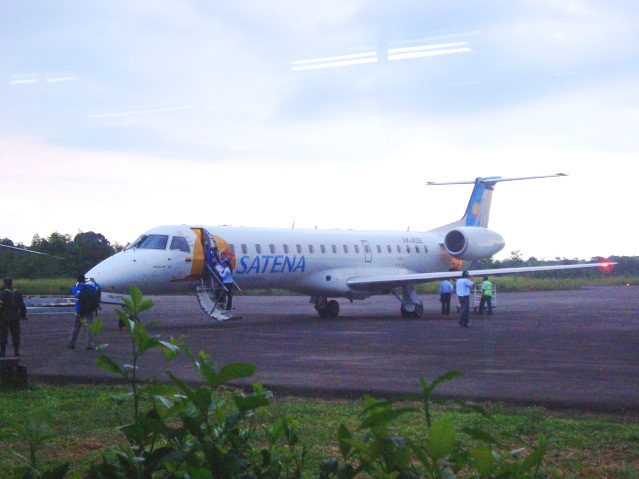
Embraer ERJ 145 de la aerolínea Satena desembarcando en el Gustavo Artunduaga.

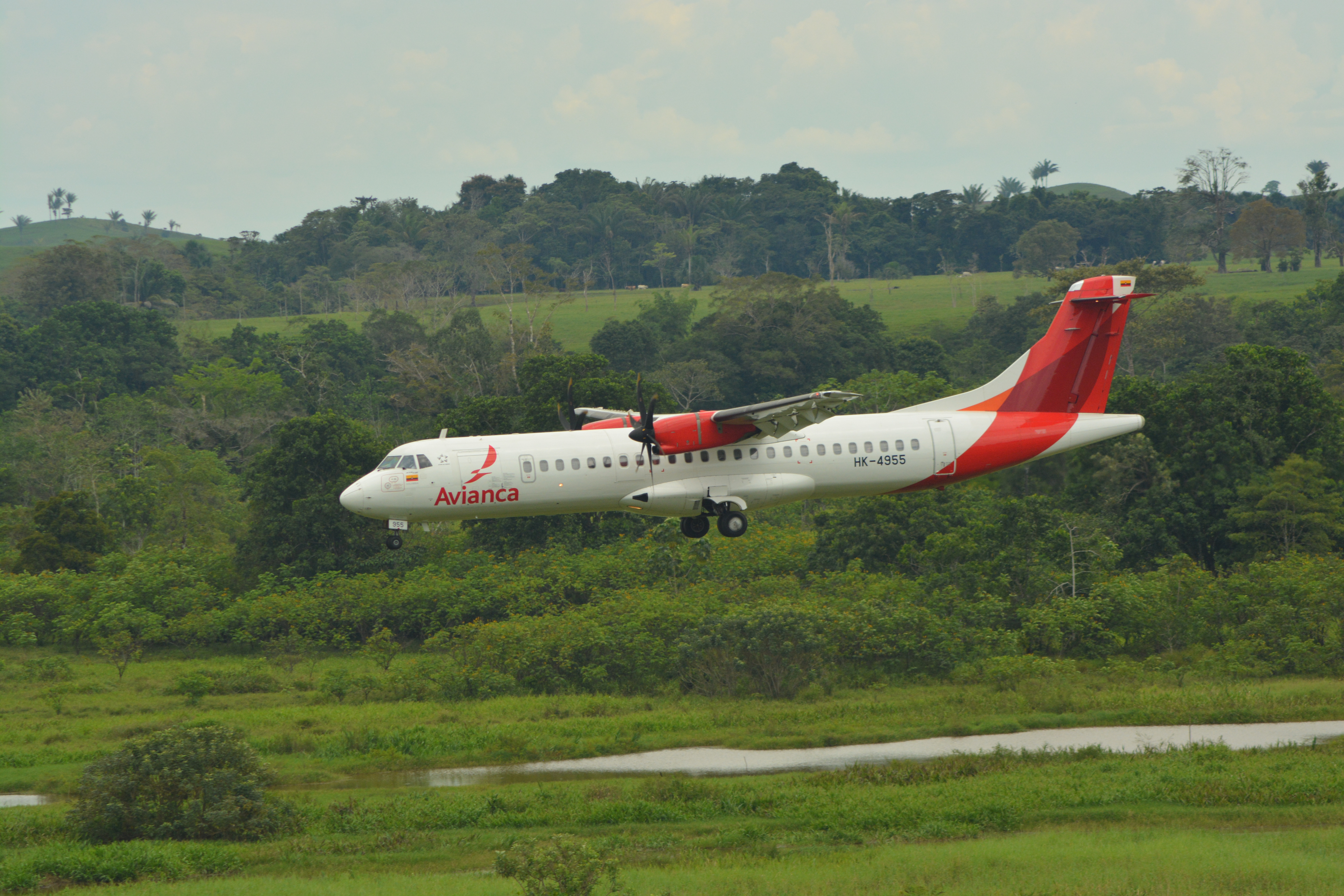
ATR 72-600 de Avianca llegando al aeropuerto Gustavo Artunduaga Paredes, procedente del aeropuerto Internacional El Dorado.

Durante 2020, el aeropuerto Gustavo Artunduaga presentó una caída del 62,7% en el tránsito de pasajeros debido a la reducción en el número de viajeros como consecuencia de la pandemia de COVID-19. El tráfico inició su recuperación en 2021, cuando la cifra de pasajeros atendidos llegó a los 99 057.
| Año  | Pasajeros totales | % cambio | Operaciones | % cambio | Carga (tn) | % cambio |
| 2004 | 48 799            |          | 7835        |          | 801        |          |
| 2005 | 46 402            | 4,9      | 6911        | 11,8     | 1041       | 30,0     |
| 2006 | 43 904            | 5,4      | 6642        | 3,9      | 941        | 9,6      |
| 2007 | 45 636            | 3,9      | 5969        | 10,1     | 869        | 7,7      |
| 2008 | 44 833            | 1,8      | 5781        | 3,1      | 452        | 48,0     |
| 2009 | 44 026            | 1,8      | 6694        | 15,8     | 526        | 16,4     |
| 2010 | 57 148            | 29,8     | 7238        | 8,1      | 801        | 52,3     |
| 2011 | 58 332            | 2,1      | 7408        | 2,3      | 1348       | 68,3     |
| 2012 | 73 118            | 25,4     | 7217        | 2,6      | 1133       | 15,9     |
| 2013 | 75 546            | 3,3      | 6896        | 4,6      | 1280       | 12,9     |
| 2014 | 84 179            | 11,4     | 6554        | 5,0      | 1185       | 7,4      |
| 2015 | 88 535            | 5,2      | 6869        | 4,8      | 946        | 20,1     |
| 2016 | 89 855            | 1,4      | N.D.        | N.D.     | 451        | 52,3     |
| 2017 | 95 642            | 6,4      | 5138        | N.D.     | 506        | 12,2     |
| 2018 | 112 545           | 17,7     | 5314        | 3,4      | 420        | 17,0     |
| 2019 | 127 290           | 13,1     | 3356        | 36,8     | 395        | 5,9      |
| 2020 | 47 497            | 62,7     | 1474        | 56,1     | 412        | 4,3      |
| 2021 | 99 057            | 108,6    | 2502        | 69,7     | 137        | 66,7     |
| ---- | ----------------- | -------- | ----------- | -------- | ---------- | -------- |

## Aerolíneas y destinos

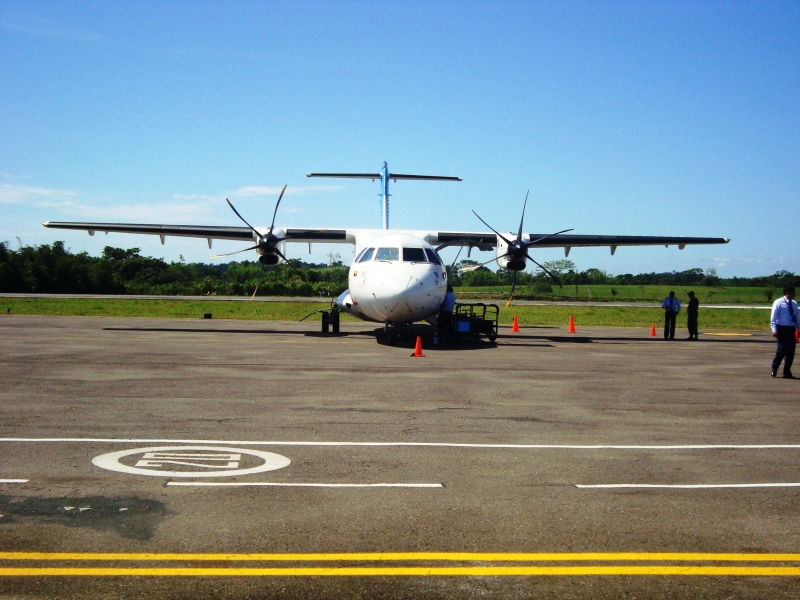
ATR 42-500 de Satena listo para partir en su ruta hacia el aeropuerto Internacional El Dorado de Bogotá.

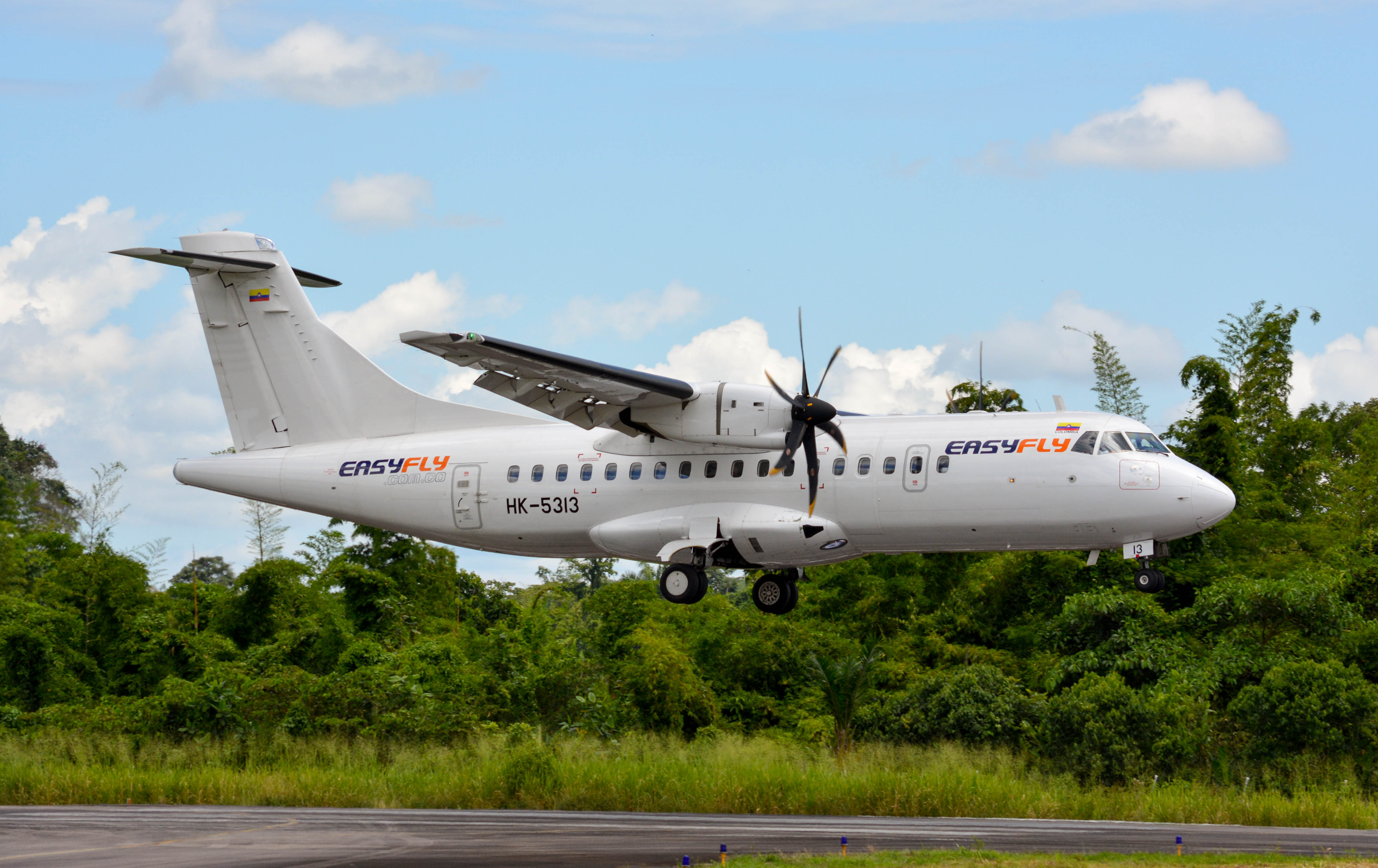
ATR 42 de la aerolínea EasyFly aterrizando en el aeropuerto Gustavo Artunduaga Paredes.

| Ciudad                                                    | Nombre del aeropuerto                           | Aerolíneas      | Aeronaves | Frecuencias |
| --------------------------------------------------------- | ----------------------------------------------- | --------------- | --------- | --- |
| Bogotá                                                    | Terminal Puente Aéreo                           | Clic Air Satena | AT76 AT45 | 12; de lunes a viernes 2 diarios, sábados y domingos 1 diario. 8; 1 vuelo diario todos los días, el viernes son 2. |
| Medellín                                                  | Aeropuerto Enrique Olaya Herrera                | Clic Air        | AT42      | 2; jueves y domingos.                                                                                              |
| Cali                                                      | Aeropuerto Internacional Alfonso Bonilla Aragón | Clic Air Satena | AT76 AT42 | 2; lunes y viernes. 3; martes, jueves y sábados.                                                                   |
| Puerto Leguízamo                                          | Aeropuerto Caucayá                              | Satena          | AT42      | 1; sábados. |
| Total: 4 destinos, 2 aerolíneas, 28 frecuencias semanales |                                                 |                 |           | |

### Destinos estacionales
- Satena
  - Araracuara / Aeropuerto de Araracuara

### Carga
- Air Colombia

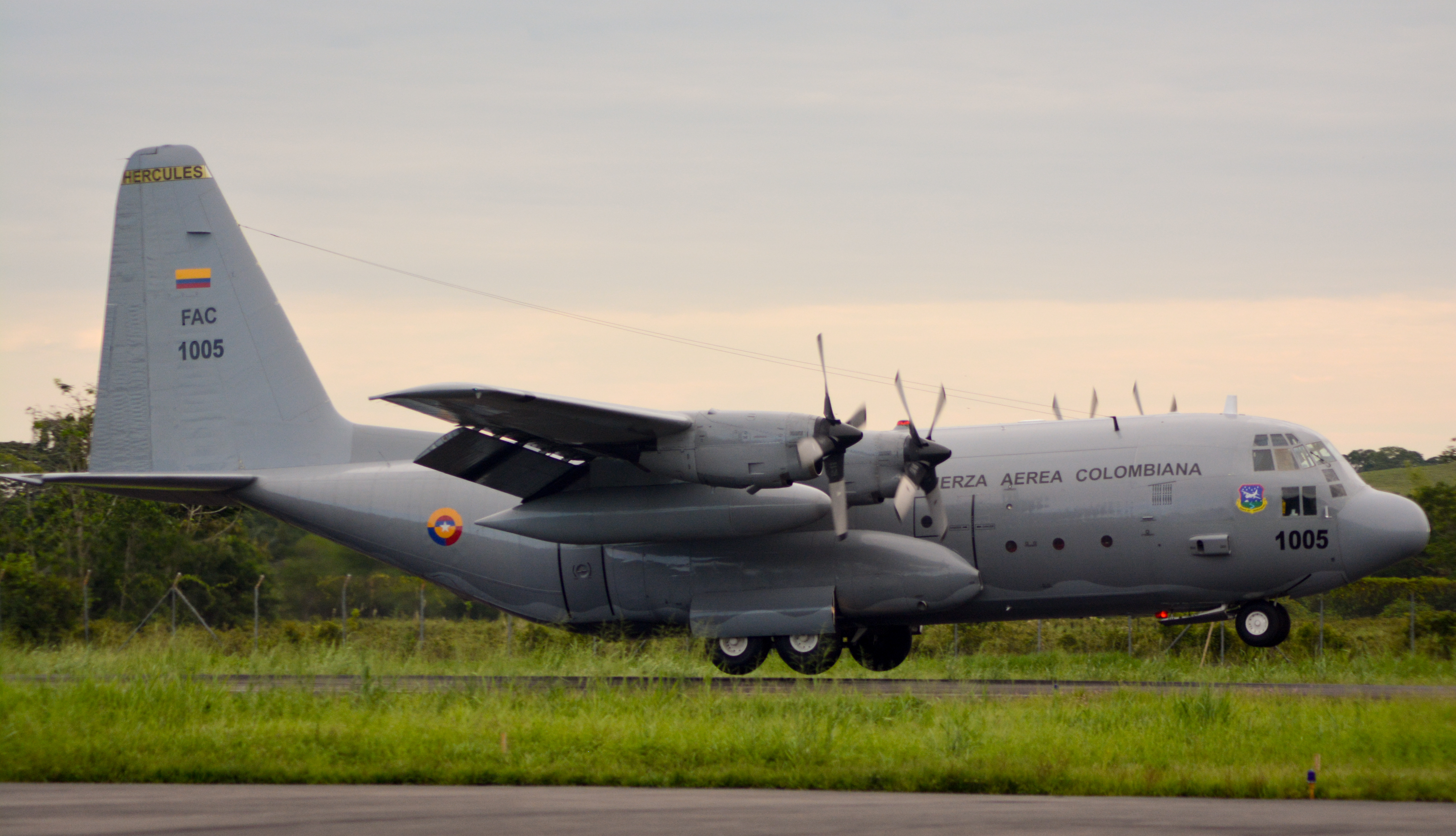
Lockheed C-130 Hercules de la Fuerza Aérea Colombiana en Florencia.

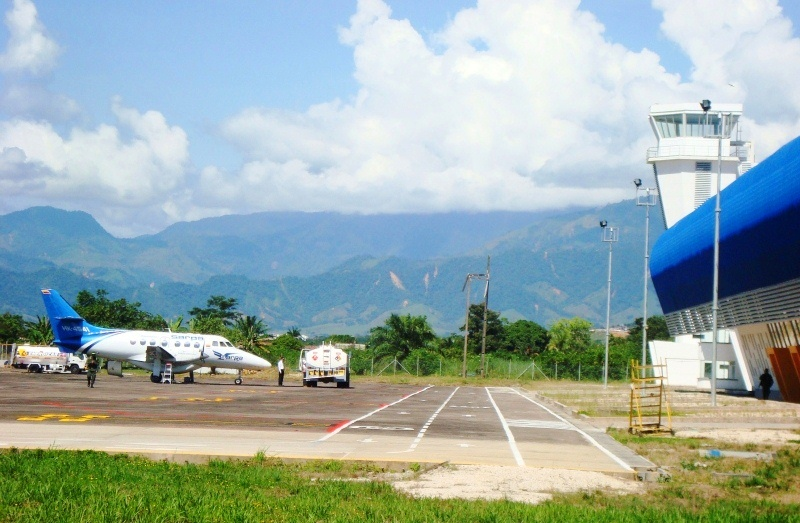
Abastecimiento de combustible para un BAe Jetstream 32EP de Sarpa en plataforma de FLA.

  - Douglas DC-3 Douglas DC-3 de Air Colombia en Florencia.

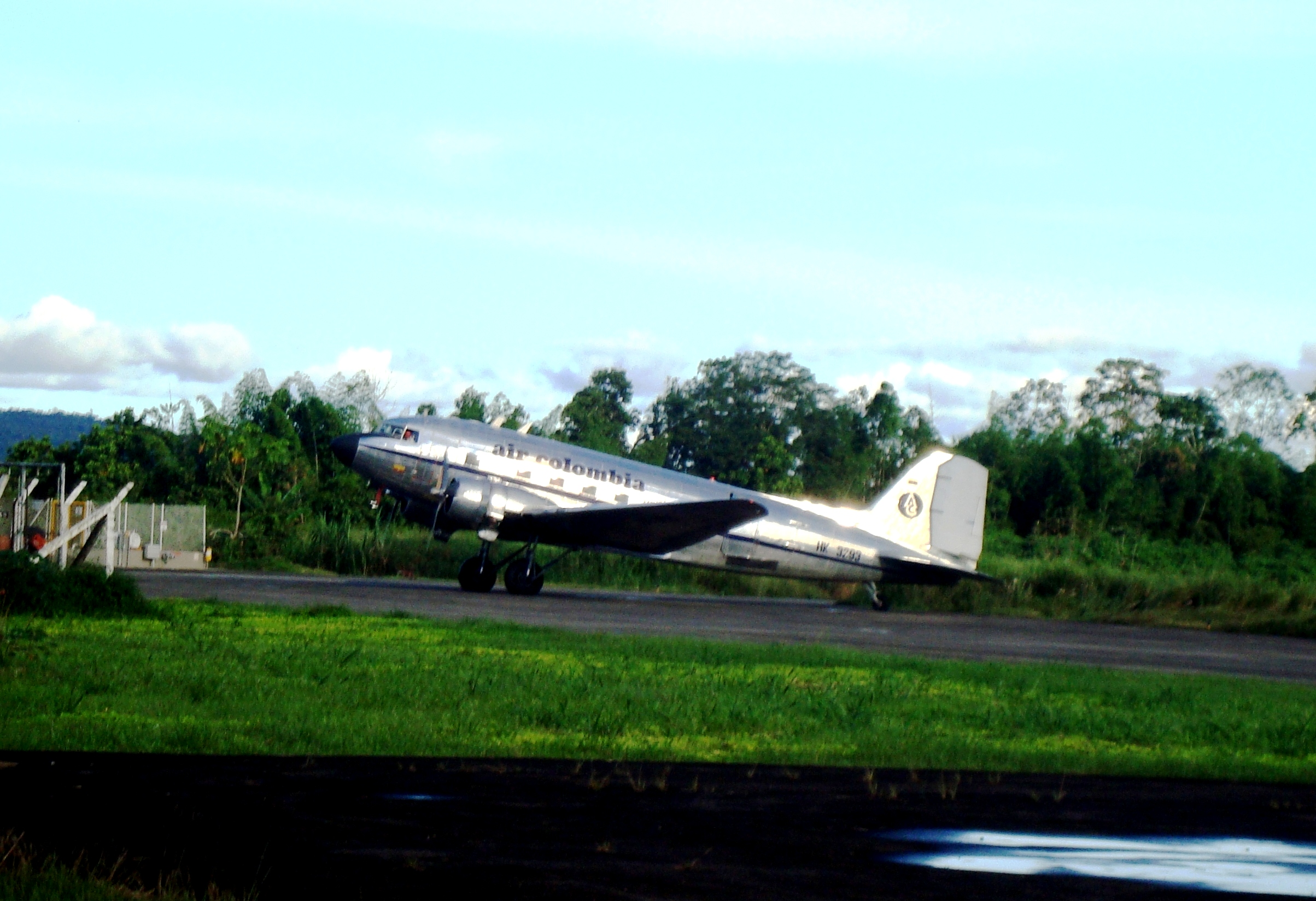
Douglas DC-3 de Air Colombia en Florencia.

- Líneas Aéreas Suramericanas[29]
  - Boeing 727

### Servicios especiales
- Searca[1]
  - LET L-410 Turbolet
  - Hawker Beechcraft 400XP
- Sarpa[8]
  - BAe Jetstream 32EPY12 de Satena, utilizado para la ruta hacia Araracuara.
  - Bell 212
- Sadelca[1]
  - Antonov An-26
  - Antonov An-32

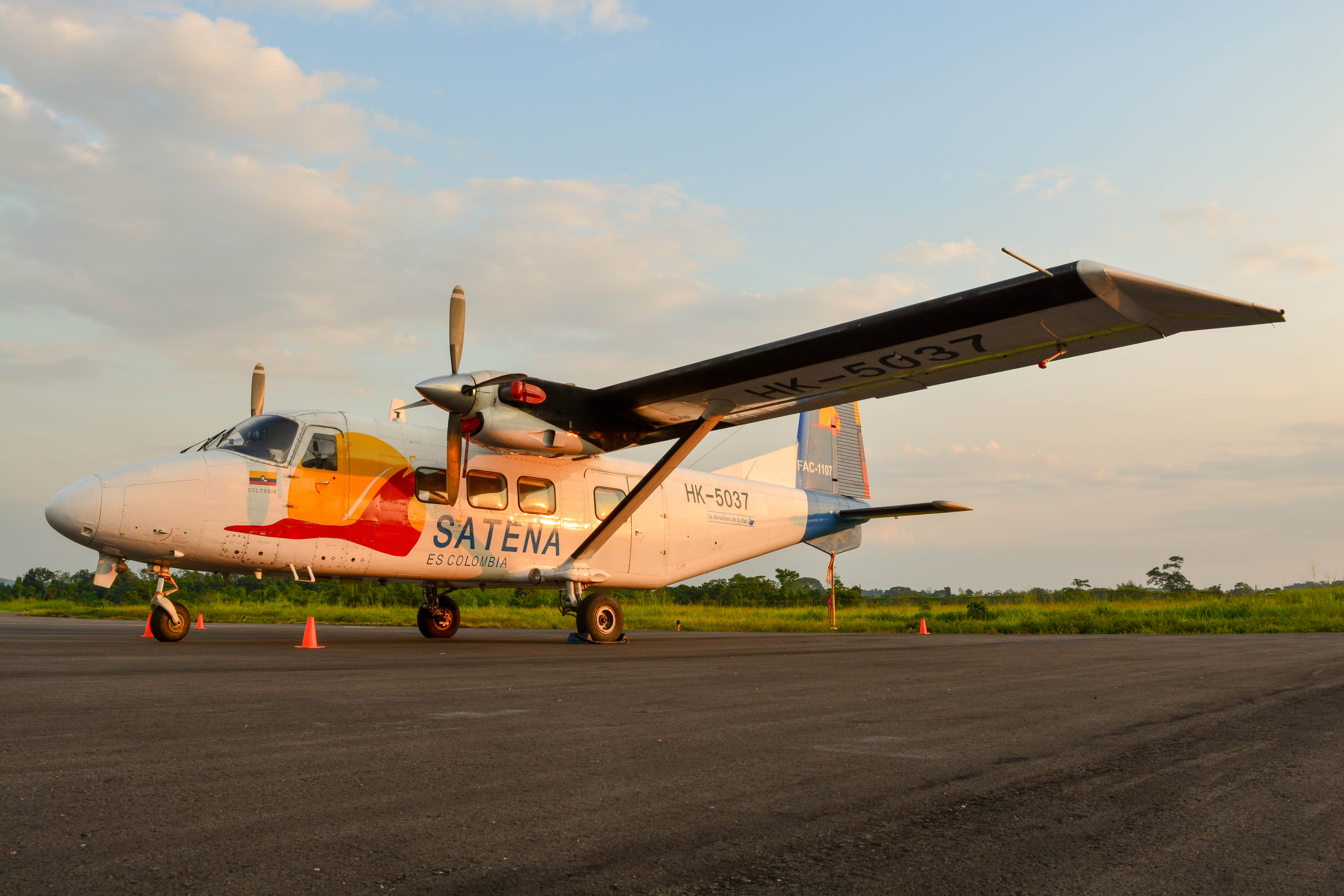
Y12 de Satena, utilizado para la ruta hacia Araracuara.

- Servicio Aéreo del Vaupés - Selva
  - Antonov An-26
  - Antonov An-32
- Láser Aéreo
  - Piper PA-34 Seneca

## Aerolíneas que cesaron operación

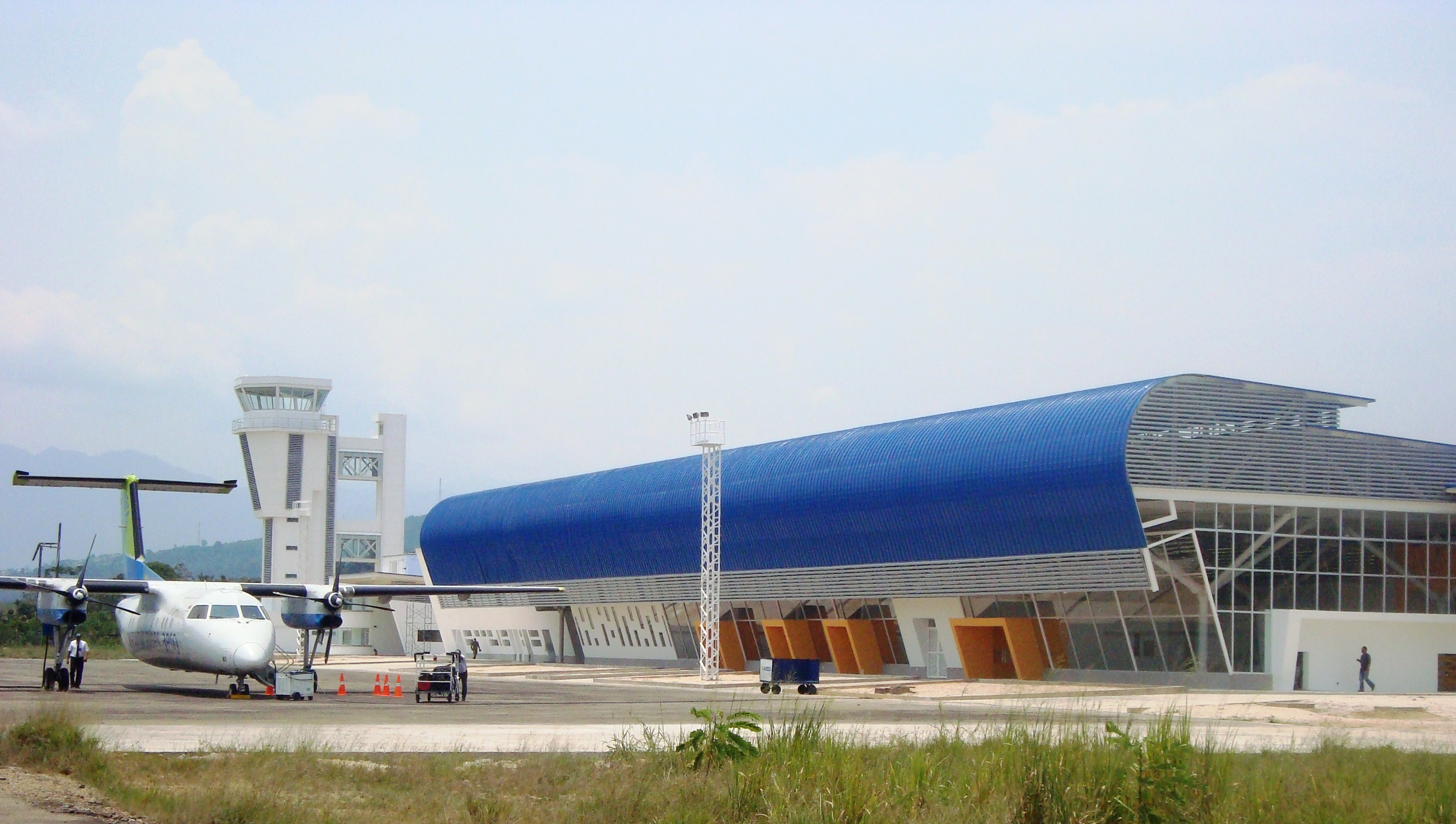
Bombardier Dash 8Q-200 de la aerolínea LATAM Colombia, aparcado en plataforma

#### Operativas
- LATAM Colombia (1981-2011)[11]
  - Bogotá / Aeropuerto Internacional El Dorado
  - Neiva / Aeropuerto Benito Salas
  - Puerto Asís / Aeropuerto Tres de Mayo (vía NVA)

- Avianca Express (14-10-2023)
  - Bogotá /Aeropuerto Internacional El Dorado

- Satena
  - San Vicente del Caguán / Aeropuerto Eduardo Falla Solano
  - Puerto Asís / Aeropuerto Tres de Mayo

#### Extintas
- Avianca Aerotaxi (Años 1950 a años 1970)[30]
  - Neiva / Aeropuerto Benito Salas
  - San Vicente del Caguán / Aeropuerto Eduardo Falla Solano
  - Puerto Rico / Aeropuerto de Puerto Rico
- Taxi Aéreo Opita - TAO (Años 1960 a 1974)[31]
  - Bogotá / Aeropuerto Internacional El Dorado
  - Neiva / Aeropuerto Benito Salas
  - San Vicente del Caguán / Aeropuerto Eduardo Falla Solano
  - Puerto Rico / Aeropuerto de Puerto Rico
  - Puerto Asís / Aeropuerto Tres de Mayo
- Aerotal (1974 a finales de años 1970)[32]
  - Bogotá / Aeropuerto Internacional El Dorado
  - San Vicente del Caguán / Aeropuerto Eduardo Falla Solano
  - Puerto Asís / Aeropuerto Tres de Mayo
- Aeropesca (1974-1984) (Pasó a ser Intercontinental de Aviación)[33]
  - Bogotá / Aeropuerto Internacional El Dorado
  - Neiva / Aeropuerto Benito Salas
- Intercontinental de Aviación (1984-2004)[34]
  - Bogotá / Aeropuerto Internacional El Dorado
  - Neiva / Aeropuerto Benito Salas
- AeroTACA (1992)[35]
  - Bogotá / Aeropuerto Internacional El Dorado
  - Neiva / Aeropuerto Benito Salas

- Santa
  - Neiva / Aeropuerto Benito Salas

## Incidentes
| Fecha                    | Aeronave                           | Matrícula | Aerolínea                         | Suceso | Fatalidades                  | Ref. |
| ------------------------ | ---------------------------------- | --------- | --------------------------------- | --- | ---------------------------- | ---- |
| 9 de enero de 1974       | Hawker Siddeley HS-748-260 Srs. 2A | FAC-1103  | Satena                            | Se accidentó cerca de Florencia cuando partía desde el aeropuerto Gustavo Artunduaga rumbo al aeropuerto El Dorado de Bogotá. | 3 tripulantes y 28 pasajeros | Ref. |
| 26 de agosto de 1981     | Vickers 745D Viscount              | HK-1320   | Aeropesca                         | Se estrelló en el cerro Santa Elena, municipio de Guadalupe (Huila), poco después de despegar del aeropuerto de Florencia, cuando cumplía su itinerario hacia el aeropuerto Benito Salas de Neiva. Todas las investigaciones oficiales apuntaron al error humano como causa del accidente. | 6 tripulantes y 44 pasajeros | Ref. |
| 28 de marzo de 1985      | Fokker F-28 Fellowship             | FAC-1140  | Satena                            | Se accidentó cuando intentaba aterrizar en el aeropuerto de Florencia, procedente del aeropuerto Eduardo Falla Solano de San Vicente del Caguán. La aeronave primero había despegado de Bogotá en un servicio hacia Florencia, con escalas en Neiva y San Vicente. El aeropuerto de Florencia había reportado su cierre por densa neblina momentos antes del incidente. | 6 tripulantes y 40 pasajeros | Ref. |
| 20 de abril de 1993      | Douglas C-47A-25-DK                | CP-1622   | TAC (Cochabamba)                  | Sufrió un accidente en inmediaciones del aeropuerto Gustavo Artunduaga. | 2 tripulantes                | Ref. |
| 20 de febrero de 2002    | Dash 8-300                         | HK-3951   | Aires                             | Cuando cubría la ruta Florencia—Neiva—Bogotá fue secuestrado por cuatro guerrilleros de las FARC, quienes amenazaron con armas de fuego a la tripulación para que desviara el vuelo hacia la localidad huilense de Hobo. La capitana Dorian Ospina tuvo que aterrizar el avión sobre la carretera nacional que une a la ciudad de Neiva con el sur del país. Iban 33 pasajeros a bordo, entre ellos el senador Jorge Géchem Turbay, quien fue secuestrado en este episodio por hombres pertenecientes a esta organización. | Ninguna                      | Ref. |
| 12 de septiembre de 2005 | Dash 8-300                         | HK-4030   | Aires                             | El aeropirata Porfirio Ramírez Aldana secuestró la aeronave cuando cubría la ruta Florencia—Bogotá. Llevaba en su interior a 4 tripulantes y 19 pasajeros, entre ellos a un ciudadano estadounidense y al congresista caqueteño José Antonio Serrano Morales. El avión fue forzado a aterrizar en el Aeropuerto Militar de Catam y tras cuatro horas de negociación, todos los tripulantes y pasajeros fueron dejados en libertad y el aeropirata fue detenido.                                                            | Ninguna                      | Ref. |
| 9 de febrero de 2008     | Piper PA-34 Seneca                 | EJC-110   | Aviación del Ejército de Colombia | Se accidentó cuando cumplía la ruta Florencia-San Vicente del Caguán. | 6 militares                  | Ref. |
| 23 de septiembre de 2008 | Dash 8-200                         | HK-4107   | Aires                             | Reportó una emergencia por presunta falla en uno de sus motores, cuando cubría la ruta Florencia—Bogotá, con 14 pasajeros a bordo. Se declaró en emergencia a las 14:44 por fallas en el motor izquierdo, procediendo el comandante a realizar el procedimiento de perfilado luego del aislamiento y de la salida del personal de bomberos al punto de espera de la calle de rodaje. | Ninguna                      | Ref. |
| 2 de marzo de 2011       | Antonov An-26                      | HK-4356   | Sadelca                           | Aterrizó de emergencia cuando transportaba desde Neiva a cerca de 40 reclusos que eran llevados a una nueva cárcel en Florencia. La aeronave presentó fallas en el tren de aterrizaje al despegar del aeropuerto Benito Salas. La tripulación decidió continuar con el vuelo hacia Florencia, donde aterrizó sin inconvenientes después de sobrevolar la ciudad durante varios minutos. | Ninguna                      | Ref. |

## Aeropuertos cercanos
Ordenados por cercanía de 200 km a la redonda:
- Pitalito: Aeropuerto Contador (65 km)
- Solano: Base Aérea de Tres Esquinas (100 km)
- San Vicente del Caguán: Aeropuerto Eduardo Falla Solano (108 km)
- Villagarzón: Aeropuerto de Villagarzón (134 km)
- Popayán: Aeropuerto Guillermo León Valencia (151 km)
- Neiva: Aeropuerto Benito Salas (154 km)
- Puerto Asís: Aeropuerto Tres de Mayo (159 km)
- San Juan de Pasto: Aeropuerto Antonio Nariño (193 km)